# Arno Breker
Arno Breker (n. 19 iulie 1900, Elberfeld, Regatul Prusiei, Imperiul German – d. 13 februarie 1991, Düsseldorf, Germania) a fost un arhitect și sculptor german care este cel mai cunoscut pentru lucrările sale publice din Germania nazistă, unde au fost avizate de autorități ca antiteza artei degenerate. Una dintre statuile sale mai cunoscute este Die Partei (partidul), reprezentând spiritul partidului nazist care a flancat o parte a drumului de intrare în noua cancelarie imperială⁠(de)[traduceți] (Neue Reichskanzlei) a lui Albert Speer.

## Galerie imagini

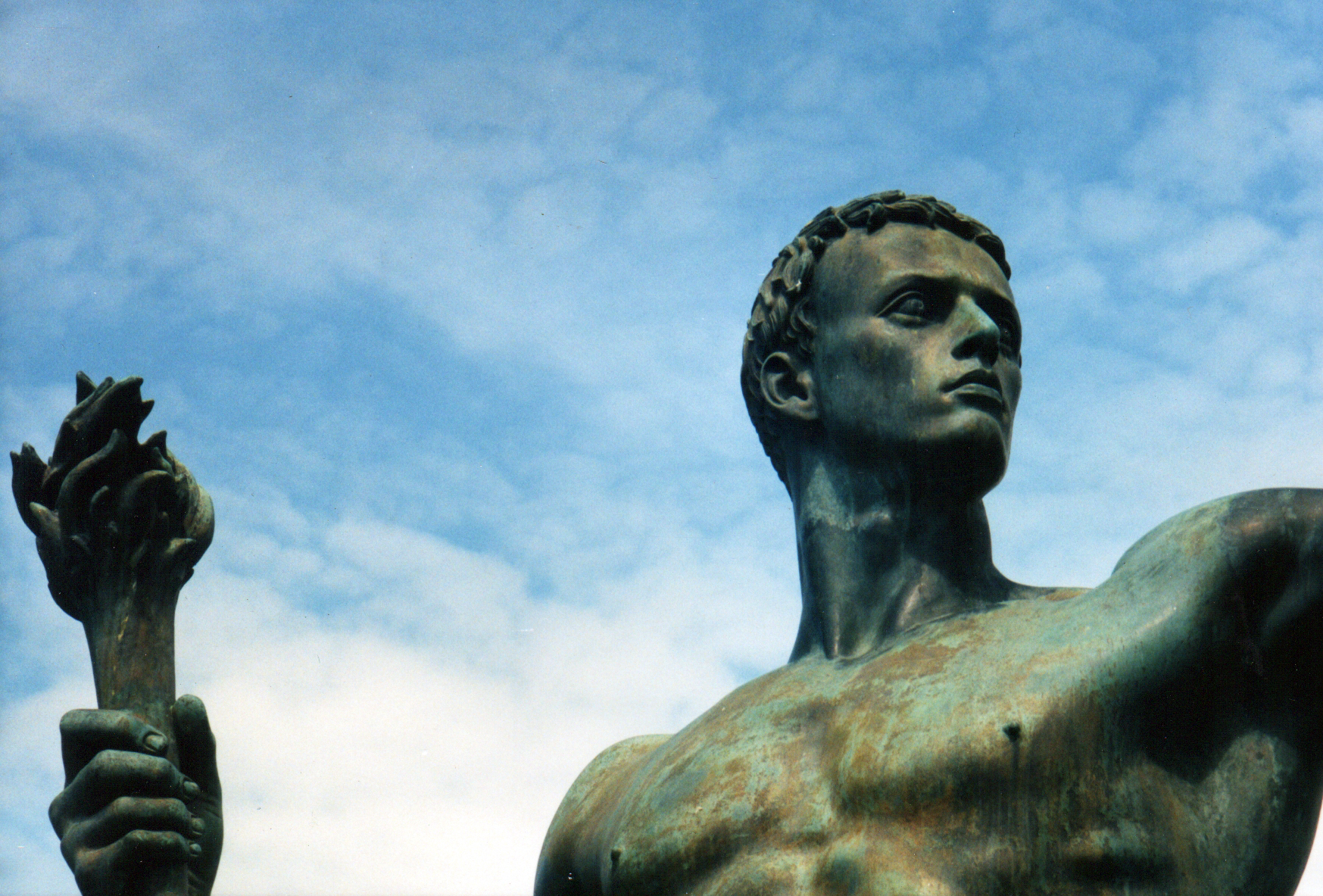
Partidul (1938)
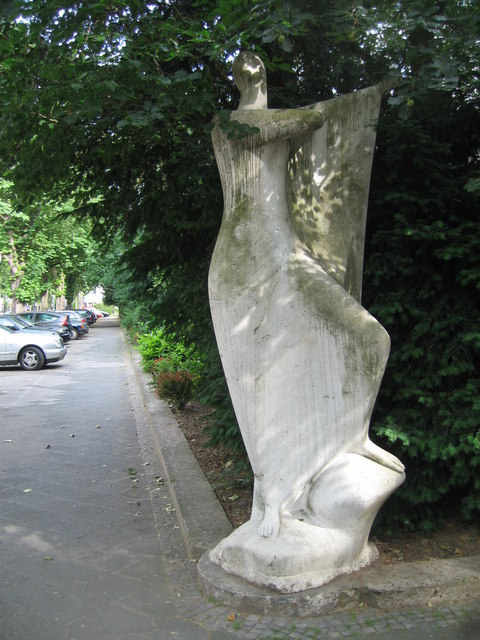
(1951)
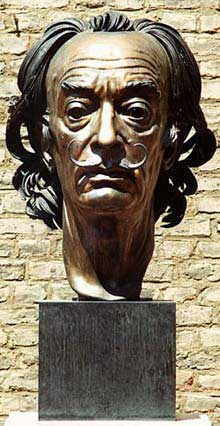
Salvador Dalí (1975)

## Legături externe
Materiale media legate de Arno Breker la Wikimedia Commons
- Web museum
- Interview with Arno Breker conducted in 1979
- Arno Breker Museum Official Site (in German)
- Arno Breker Biography (in German)
- Arno Breker Life, Work and Relationships with Modern Writers and Artists (in French)[nefuncțională]
- Demetra Messala Article about Arno Breker's wife
- Arno Breker Appreciation Group
- en Arno Breker la Olympedia.org